# Dusona nervellator
Dusona nervellator är en stekelart som beskrevs av Horstmann 2004. Dusona nervellator ingår i släktet Dusona och familjen brokparasitsteklar. Inga underarter finns listade i Catalogue of Life.